# Banshee (Marvel)
Banshee (Sean Cassidy) was een fictieve superheld uit de strips van Marvel Comics, en een lid van de X-Men. Hij werd bedacht door Roy Thomas en Werner Roth, en verscheen voor het eerst in Uncanny X-Men #28 (januari 1967).
Banshee was een Ierse mutant met de gave om een zogenaamde sonische schreeuw te creëren als wapen. Hij was een voormalige Interpol agent.

## Geschiedenis
Sean Cassidy was de erfgenaam van een klein fortuin en een kasteel in Cassidy Keep, Ierland. Hij trouwde met Maeve Rourke en nam een baan aan bij Interpol. Terwijl Sean op een missie van Interpol was werd zijn dochter Theresa Cassidy geboren, maar kwam Maeve om bij een bomaanslag. Seans neef Black Tom Cassidy nam de zorg voor Thereasa op zich. Toen Sean zijn woedde over Meaves dood afreageerde op Tom, besloot die uit wraak Sean niets te vertellen over het bestaan van Theresa en haar zelf op te voeden.
Sean werd alter gevangen door de criminele Factor Three groep en gedwongen voor het te werken. Hier kreeg hij zijn codenaam, vernoemd naar de Banshee uit de Ierse mythologie. Tijdens een missie in New York kwam hij de X-Men tegen, en sloot zich bij hen aan.
Banshee ontdekte uiteindelijk dat hij een dochter had. Theresa bleek zelf ook over een sonische schreeuw te beschikken. Hij wist haar over te halen ook bij de X-Men te komen.
Een tijdje was Banshee mede-eigenaar van de Massachusetts Academy waar hij samen met Emma Frost het mutantenteam Generation X opleidde. Nadat de school dichtging richtte Banshee het X-Corps team op, een groep van mutantenavonturiers die ook in conflict kwam met de X-Men vanwege het feit dan enkele van de leden voormalige Brotherhood of Mutants leden waren. Een van de leden was de vermomde Mystique. Zij zette de andere Brotherhood leden aan tot verzet. Bij het gevecht dat ontstond kwamen enkele leden van X-Corps om, en sneed Mystique Banshees keel door. Banshee overleefde de aanval, en genas.
Recentelijk, in X-Men: Deadly Genesis #2, probeerde Banshee een vliegtuig te redden van een mysterieuze vijand die de X-Men’s jet had gekaapt. Hij probeerde met zijn sonische schreeuw het vliegtuig af te remmen, maar zijn keel was nog niet voldoende hersteld zodat zijn schreeuw geen effect had. Banshee werd geraakt door het vliegtuig, dat daarna neerstortte. Nightcrawler vond later Banshees levenloze lichaam tussen de brokstukken van het vliegtuig.
In X-Factor #7, maakte Cyclops het nieuws over Banshees dood bekend bij Siryn. Hij liet haar het—Cassidy Keep—na.

## Krachten en vaardigheden
Banshee beschikte dankzij zijn mutatie over bovenmenselijk sterke longen, keel en stembanden. Hij kon sonische schreeuwen produceren, met verschillende effecten. Hij kon vliegen met geluidssnelheid en zelfs een passagier meenemen. Hij kon omstanders en vijanden uitschakelen met oorverdovend lawaai of een gefocuste sonische straal van lage frequentie die zelfs tegen vijanden met oorbescherming effectief was. Andere effecten van zijn geluid waren het opwekken van een hypnotische trance, iemand desoriënteren of iemand gewoon het bewustzijn laten verliezen. Via zijn sonische golven kon hij massa laten vibreren met hoge snelheid en zo objecten desintegreren.
Banshee creëerde altijd een psionisch veld om zichzelf wat hem beschermde tegen de effecten van zijn eigen stemgeluid. Desondanks konden zijn sonische krachten hem verwonden als hij ze te hard gebruikte. Banshee had ook zeer sterk gehoor, waardoor hij zich kon concentreren op elk willekeurig geluid in de omgeving en alle andere geluiden kon “afsluiten”.
Banshee was immuun voor de krachten van zijn neef Black Tom Cassidy. Andersom was Tom immuun voor Banshees krachten.
Banshee was van nature een detective, veteraan in undercover operaties en zeer bedreven in ongewapende gevechten.

## Banshee in andere media

### Series
- Banshee verscheen in de X-Men animatieserie Hij vocht hierin ook tegen Black Tom Cassidy gedurende de Phoenix Saga.
- Banshee verscheen in de televisiefilm Generation X samen met Finola Hughes. Hij werd gespeeld door Jeremy Ratchford.
- Hij verscheen ook in het computerspel X-Men Legends II: Rise of Apocalypse als een NPC.

### Film
- In de film X2 verscheen zijn naam op een computerscherm waarop een lijst van mutanten werd getoond.
- Banshee wordt gespeeld door Caleb Landry Jones in de film X-Men: First Class